# Urtima riksdagen 1844–1845
Urtima riksdagen 1844–1845 ägde rum i Stockholm.
Ständerna sammanträdde till urtima riksdag i Stockholm den 11 juli 1844. Lantmarskalk var Arvid Mauritz Posse. Prästeståndets talman var ärkebiskop Carl Fredrik af Wingård. Borgarståndets talman var Lars Gustaf Holm och bondestådets talman Hans Jansson i Bräcketorp.
Riksdagen avslutades den 24 maj 1845.

## Riksdagsmän
- Prästeståndets ledamöter vid urtima riksdagen 1844–1845